# Sell in Summer
Sell in Summer ist eine Anlagestrategie für Aktien. Sie verfolgt das Ziel, durch die Ausnutzung saisonaler Schwankungen eine bessere Performance zu erzielen als der Gesamtmarkt, der durch einen Index abgebildet wird.

## Vorgehensweise
Nach der Sell-in-Summer-Strategie kauft der Anleger am 1. Oktober eines jeden Jahres einen Exchange-traded funds (ETF), der einen Aktienindex (beispielsweise den DAX) eins zu eins abbildet. Am 31. Juli des Folgejahres wird der ETF verkauft, ohne dass der Anleger zwischenzeitlich in
irgendeiner Weise auf das Börsengeschehen reagiert. Im August und im September bleibt der Investor dem Aktienmarkt ganz fern. Der Verkaufserlös vom 31. Juli wird stattdessen bis zum 30. September auf einem Geldmarktkonto verzinslich angelegt. Am 1. Oktober beginnt der Anlagezyklus von Neuem.
Eine Aktienauswahl findet nicht statt. Investiert wird stets in den Gesamtmarkt.

## Hintergrund
Hintergrund der Anlagestrategie ist die langjährige durchschnittlicher Monatsperformance wichtiger Aktienindizes. So weist beispielsweise der DAX seit seiner Einführung im Jahr 1988 für alle Monate, außer August und September, eine positive durchschnittliche Entwicklung auf. Im Monat August hat er
dagegen durchschnittlich 2,2 % verloren. Im September betrug der Verlust sogar durchschnittliche 3,3 %. Eine ähnlich auffällige Schwächephase in den Monaten
August und September lässt sich für fast alle bedeutenden Aktienindizes in einer Rückrechnung nachweisen. Die Sell-in-Summer-Strategie beruht auf der Annahme, dass diese historische Auffälligkeit auch in Zukunft Bestand haben wird.

## Erfolg
Langfristig konnten in der Vergangenheit mit der Strategie meist bessere Ergebnisse erzielt werden als mit einer ununterbrochenen Anlage in den Gesamtmarkt. Betrachtet man längere Anlagehorizonte (z. B. 20 Jahre), kann für sehr viele Zeiträume  eine Outperformance der Strategie gegenüber dem zugrunde liegende Aktienindex nachgewiesen werden. So hätte ein im Jahr 1989 nach der Sell-in-Summer-Strategie aufgebautes DAX-Depot bis zum Jahr 2013 eine jährliche Rendite von 14,4 % abgeworfen, während ein Anleger bei einer kontinuierlichen Anlage im DAX lediglich 7,6 % per annum verdient hätte.
Diese grundsätzlich positive Bilanz darf aber nicht als Erfolgsgarantie angesehen werden.
Erstens hat die Strategie lediglich zum Ziel, eine bessere Performance als der zugrunde liegende Aktienindex zu erzielen. Das heißt,
verliert ein nach der Strategie Sell in Summer aufgebautes Depot weniger als der Gesamtmarkt, so wird dieses für den Anleger negative Ergebnis
als Erfolg der Strategie gewertet.
Zweitens hat die Strategie in der Vergangenheit nur bei langjähriger Anwendung ihre Überlegenheit gegenüber den Indizes zeigen können. Bei kürzeren
Anlagehorizonten finden sich häufig Phasen, in denen sich ein nach der Sell-in-Summer-Strategie aufgebautes Depot schlechter
entwickelte als der Gesamtmarkt.
Drittens ist die Vorteilhaftigkeit der Strategie in der Vergangenheit kein Garant für die Entwicklung in der Zukunft.

## Verbreitung
Die Deutsche Börse hat 2005 mit dem DAXplus Seasonal Strategy Performance Index einen eigenen Index geschaffen, der die Sell-in-Summer-Strategie abbildet. Darüber hinaus existieren auch Anlagezertifikate, die auf der Strategie beruhen.
Auch die teilweise im Volksmund bekannte Börsenweisheit Sell-in-May beruht auf der Beobachtung, dass in den Sommermonaten regelmäßig mit einer
schwachen Börsenentwicklung zu rechnen ist.

## Kritik
Die Anlagestrategie Sell in Summer konnte ihre Vorteilhaftigkeit über längere Anlagezeiträume nur statistisch nachweisen. Es gibt aber keine Begründung, warum die Strategie in der Vergangenheit zum Erfolg geführt hat. Solange dieser kausale Zusammenhang
nicht gefunden ist, ist die Frage, ob auch in Zukunft mit einer Outperformance der Strategie zu rechnen ist, nicht seriös zu beantworten. Als mögliche Ursache für den Erfolg der Strategie wurde häufig die sommerliche Urlaubszeit angeführt, in der an der Börse regelmäßig geringere Umsätze getätigt
werden. Da die geringeren Umsätze aber sowohl die Angebots- als auch die Nachfrageseite betreffen, kann diese Begründung nicht als stichhaltig angesehen werden.